# Mouhoun (Provinz)
Mouhoun ist eine Provinz in der Region Boucle du Mouhoun des westafrikanischen Staates Burkina Faso mit 358.239 Einwohnern auf 6659 km².
Sie ist benannt nach dem gleichnamigen Fluss Mouhoun, dem Schwarzen Volta. Hauptstadt der Provinz ist Dédougou.

## Liste der Departements/Gemeinden
| Nr. | Departement/Gemeinde |
| --- | -------------------- |
| 1   | Bondokuy             |
| 2   | Dédougou             |
| 3   | Douroula             |
| 4   | Kona                 |
| 5   | Ouarkoye             |
| 6   | Safané               |
| 7   | Tchériba             |